# Rally Valeo de 1986
El Rally Valeo de 1986, oficialmente 3.º Rally Valeo, fue la tercera edición y la undécima ronda de la temporada 1986 del Campeonato de España de Rally. Fue también puntuable para el campeonato de Castilla, el Desafío Peugeot, la Copa Ford Fiesta, la Copa Ibiza y el Trofeo Opel. Se celebró del 15 al 16 de noviembre y contó con un itinerario de veintiún tramos.
Carlos Sainz acudió a la última cita del calendario con la necesidad de ganar la prueba si quería mantener sus opciones de cara al título siempre y cuando su principal rival Salvador Servià abandonase. Se puso en cabeza desde el principio y en el undécimo tramo marchaba con una ventaja de 46 segundos sobre Antonio Zanini y 55 sobre Servià. Según avanzaba la prueba Sainz continuó su ritmo y pronto Zanini quedó fuera de carrera dejando vía libre a Servià la segunda posición que aguantó hasta el final sin presionar a Sainz. En tercera posición terminó Beny Fernández y cuarto Arqué mientras que Josep Bassas fue quinto y ganador del grupo A. Con este resultado Sainz necesitaba acudir a Estados Unidos y sumar puntos en el Rally Olympus para poder adjudicarse el campeonato de España, algo que finalmente no sucedió aunque el equipo Renault lo barajó desde el primer momento.

## Itinerario
| Día              | Tramo | Nombre      | Hora  |
| ---------------- | ----- | ----------- | ----- |
| Día 1 Sábado 15  | TC1   | Jarama      | 12:45 |
| Día 1 Sábado 15  | TC2   | El Vellón   | 13:30 |
| Día 1 Sábado 15  | TC3   | Torrebeleña | 14:54 |
| Día 1 Sábado 15  | TC4   | Muriel      | 15:20 |
| Día 1 Sábado 15  | TC5   | El Vado     | 15:44 |
| Día 1 Sábado 15  | TC6   | El Atazar   | 17:34 |
| Día 1 Sábado 15  | TC7   | El Berrueco | 18:00 |
| Día 1 Sábado 15  | TC8   | El Vellón   | 18:36 |
| Día 1 Sábado 15  | TC9   | Torrebeleña | 20:00 |
| Día 1 Sábado 15  | TC10  | Muriel      | 20:26 |
| Día 1 Sábado 15  | TC11  | El Vado     | 20:50 |
| Día 1 Sábado 15  | TC12  | El Atazar   | 22:40 |
| Día 1 Sábado 15  | TC13  | El Berrueco | 23:06 |
| Día 1 Sábado 15  | TC14  | El Vellón   | 23:42 |
| Día 2 Domingo 16 | TC15  | La Parrilla | 03:54 |
| Día 2 Domingo 16 | TC16  | Morcuera    | 05:02 |
| Día 2 Domingo 16 | TC17  | Canencia    | 06:03 |
| Día 2 Domingo 16 | TC18  | La Parrilla | 07:20 |
| Día 2 Domingo 16 | TC19  | Morcuera    | 08:28 |
| Día 2 Domingo 16 | TC20  | Canencia    | 09:29 |
| Día 2 Domingo 16 | TC21  | La Parrilla | 10:26 |

## Clasificación final
| Pos. | Piloto                | Copiloto          | Automóvil            | Tiempo  | Diferencia |
| ---- | --------------------- | ----------------- | -------------------- | ------- | ---------- |
| 1.   | Carlos Sainz          | Antonio Boto      | Renault 5 Maxi Turbo | 2:35:03 | 0.0        |
| 2.   | Salvador Servià       | Jordi Sabater     | Lancia 037 Rally     | 2:36:14 | +1:11      |
| 3.   | Beny Fernández        | José López Orozco | Opel Manta 400       | 2:38:52 | +3:49      |
| 4.   | Josep Arqué           | Xavier Muntañola  | Opel Manta 400       | 2:42:22 | +7:19      |
| 5.   | Josep Bassas          | María Pilar Mas   | BMW 325i E30         | 2:50:57 | +15:54     |
| 6.   | José Manuel Hernández | F. Campo          | Renault 5 Turbo      | 2:51:45 | +16:42     |
| 7.   | Borja Moratal         | Alfredo Rodríguez | Peugeot 205 GTI      | 2:52:21 | +17:18     |
| 8.   | Alfonso Loza          | Manuel Larrarte   | Opel Kadett GSI      | 2:57:54 | +22:51     |
| 9.   | Gustavo Trelles       | Ricardo Ivetich   | Renault 5 GT Turbo   | 3:02:07 | +27:04     |
| 10.  | José Luis Graña       | Tomás Morales     | SEAT Ibiza 1.5 GLX   | 3:02:52 | +27:49     |